# Amphimallon adanense
Amphimallon adanense är en skalbaggsart som beskrevs av Olivier Montreuil 2000. Amphimallon adanense ingår i släktet Amphimallon och familjen Melolonthidae. Inga underarter finns listade i Catalogue of Life.